# Фелпс, Эдмунд
Эдмунд Фелпс (англ. Edmund S. Phelps; род. 26 июля 1933, Эванстон, шт. Иллинойс) — американский экономист, лауреат Нобелевской премии по экономике 2006 года за «анализ межвременного обмена в макроэкономической политике».
Бакалавр колледжа Амхерст (1955), доктор философии Йельского университета (1959). Преподавал в Йеле (1958—1966), Пенсильванском (1966—1971) и Колумбийском университетах (с 1971). Президент Международного атлантического экономического общества (1983—1984).
Член Национальной академии наук США (1982), иностранный член Российской академии наук (2011).

## Биография
Эдмунд Фелпс родился в 1933 году в Эванстоне, штат Иллинойс (по другим данным — в Чикаго). Получил ученую степень (PhD) по экономике в 1959 году в Йельском университете. Стал профессором экономического факультета Колумбийского университета в 1971 году, до этого несколько лет работал в Пенсильванском университете. Получил титул Маквикарского профессора политэкономии в 1982 году (в честь известного экономиста Джона Маквикара, 1787—1868). В 2006 году стал лауреатом Нобелевской премии по экономике за «анализ межвременного обмена в макроэкономической политике» и первым с 1999 года экономистом, получившим эту премию в одиночку.
По своим экономическим воззрениям Фелпс считается неокейнсианцем. В 1968 году Фелпс описал равновесное состояние рынка труда. В его модели зарплата играет стимулирующую роль, и её достаточно, чтобы нанимать новых людей. В то же время, из стимулирующего характера оплаты следует лимитирование объема труда, что порождает вынужденную безработицу. В 1969 году в одной из своих работ Фелпс представил экономику как архипелаг. На каждом из островов этого архипелага рабочие решают, принять ли им местную заработную плату или же переселиться на другой остров. При этом поиск лучшей оплаты занимает некоторое время и порождает добровольную безработицу. Главным объектом исследований Фелпса был потенциал неравновесных состояний рынка и их влияние на экономику.
В 1970 году вышла работа «Микроэкономические основы занятости и теории инфляции» (Microeconomic Foundations of Employment and Inflation Theory), основанная на материалах конференции, организованной Фелпсом. В 1972 году Фелпс выпустил монографию «Инфляционная политика и теория безработицы» (Inflation Policy and Unemployment Theory). В данных работах утверждалось, что равновесное состояние показателя безработицы достигается немонетарными методами.
В восьмидесятых годах Фелпс начал изучение факторов, определяющих естественный показатель безработицы. В 1994 году он опубликовал работу «Структурные кризисы: современная равновесная теория безработицы, процента и активов» (Structural Slumps: The Modern Equilibrium Theory of Unemployment, Interest and Assets).
В 1981 году Фелпс был избран в Национальную академию наук США, а в 2000 году стал почетным членом Американской экономической ассоциации. В 1985 году получил почетную степень колледжа Амхерста. В 2001 году он получил почетное звание доктора от Мангеймского университета и Римского университета Тор Вергата, а Колумбийский университет опубликовал юбилейный сборник его статей. В октябре 2003 года аналогичные звания Фелпс получил от Universidade Nova Lisboa, в июле 2004 года — от парижского университета Dauphine, в октябре 2004 года — от Исландского университета. В мае 2004 года звание почетного профессора Фелпсу присвоил Китайский народный университет (Пекин).
C 1997 по 2000 год Фелпс работал старшим советником в проекте «Италия в Европе» в Национальном исследовательском совете (Consiglio Nazionale delle Ricerche). В девяностых входил в международный совет по экономической политике при OFCE (Observatoire français des conjonctures economiques, Париж). В 2001 году стал директором Центра по изучению капитализма и общества (Center on Capitalism and Society) при Колумбийском институте Земли (Columbia’s Earth Institute).
Фелпс — автор свыше 80 научных статей, а также более чем 90 других экономических документов, отчетов, докладов. Автор ряда книг по микро- и макроэкономике. Автор учебника «Политическая экономия». При этом Фелпс не имеет в собственности ни дома, ни автомобиля. Женат.

## Основные произведения
- «Золотые правила экономического роста» (Golden Rules of Economic Growth, 1966);
- «Микроэкономические основы занятости и теории инфляции» (Microeconomic Foundations of Employment and Inflation Theory, 1970);
- «Статистическая теория расизма и сексизма» (The Statistical Theory of Racism and Sexism, 1972);
- «Исследования в области микроэкономической теории» в 2-х тт. (Studies in Microeconomic Theory, 1979-80);
- «Политическая экономия: вводный текст» (Political Economy: An Introductory Text, 1985);
- «Семь школ макроэкономической мысли» (Seven Schools of Macroeconomic Thought, 1990).

### Переводы на русский язык
- Массовое процветание: Как низовые инновации стали источником рабочих мест, новых возможностей и изменений = Mass Flourishing: How Grass Roots Innovation Created Jobs, Challenge, and Change (2013) / Пер. с англ. — М.: Издательство Института Гайдара, Фонд «Либеральная миссия», 2015. — 472 с.